# Aplocheilichthys fuelleborni
 Aplocheilichthys fuelleborni és un peix de la família dels pecílids i de l'ordre dels ciprinodontiformes.

## Morfologia
Els mascles poden assolir els 3,5 cm de longitud total.

## Distribució geogràfica
Es troba a Àfrica: sud-oest de Tanzània.

## Estat de conservació
Els seus principals problemes són la terbolesa de l'aigua a causa de l'expansió agrícola i la pèrdua de vegetació als aiguamolls que hi ha al voltant de rius i rierols.